# لانگزور
لانگزور (به آلمانی: Langsur) یک شهر در آلمان است که در تریر-زاربورگ واقع شده‌است. لانگزور ۱٬۶۵۳ نفر جمعیت دارد.